# شلوقة (قادس)
شَلُوقَة أو المَسَاجد (بالإسبانية: Sanlúcar de Barrameda)‏، هي إحدى بلديات مقاطعة قادس, التي تقع في منطقة الأندلس جنوب إسبانيا.
يبلغ عدد سكانها 61.908 نسمة وفقاً لإحصائية سنة (2002).

## توأمة
لشلوقة اتفاقيات توأمة مع كل من:
- بالوس دي لا فرونتيرا
- كوكلبرغ [الإنجليزية]‏
- San Sebastián, Aragua [الإنجليزية]‏
- ألمونتي

## أعلام
- ألونسو فرنانديز دي لوغو
- فرانسيسكو باتشيكو ديل ريو
- نوليتو
- حزقيال كارلوس ريوس فيدال
- لويزا دي غوزمان
- ألونسو بيريث دي غوثمان إي سوتومايور
- الأميرة بياتريس أميرة ساكس كوبورج وغوتا